# Comitè

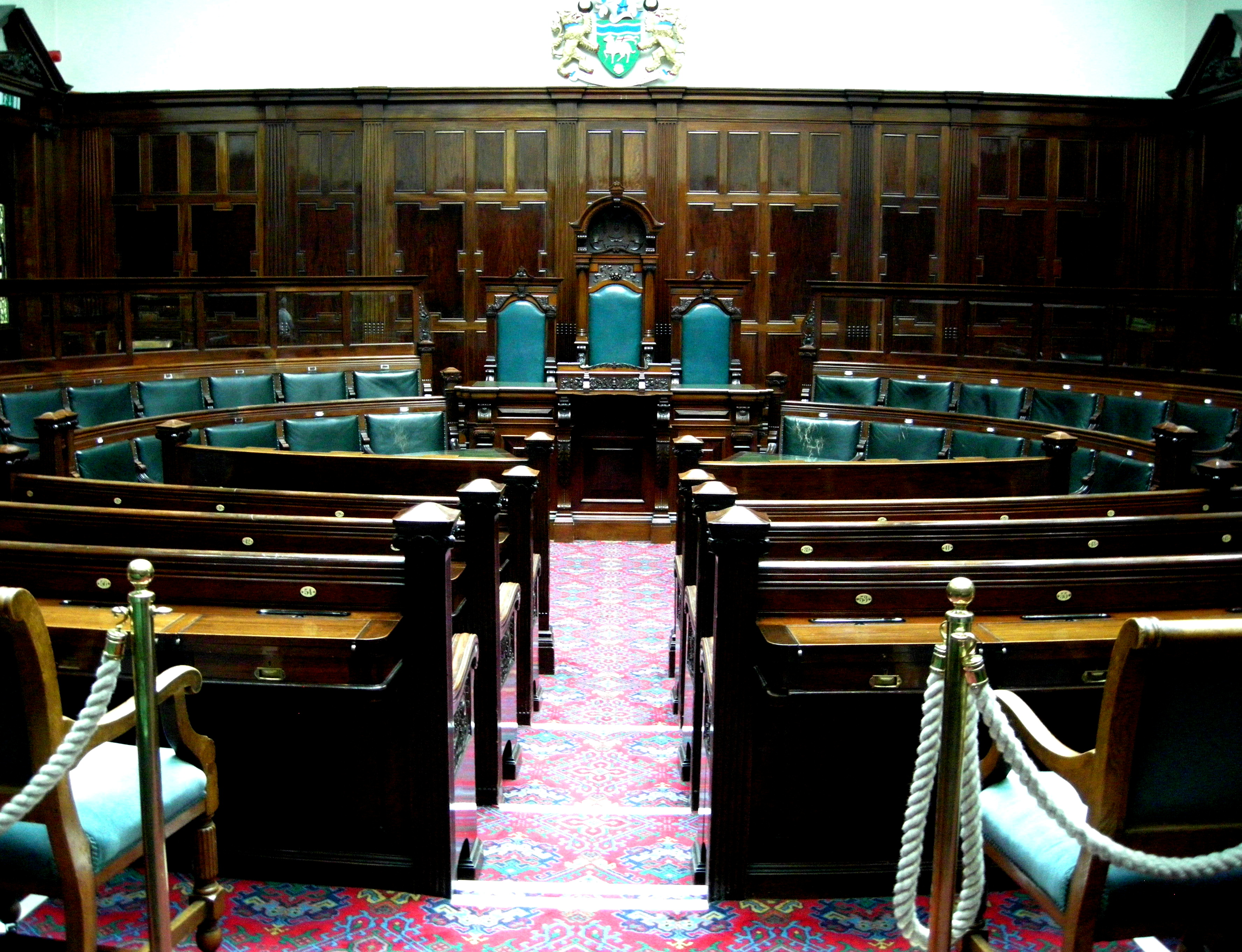
Sala del comitè de 1901 a l'ajuntament de Halifax

Un comitè o comité (o "comissió") és un tipus d'assemblea deliberant que normalment pretén estar subordinada a una altra de més gran; si l'acció del comitè requereix el vot per part de tots els seus membres titulars és anomenada Comitè de la totalitat. Els comitès tenen diverses funcions:
- Govern: en organitzacions considerades massa grans perquè tots els seus membres participin en les decisions que afecten la totalitat de l'organització, es forma un comitè (comun "comitè executiu") amb poders com els de fer despesa econòmica o prendre determinades accions. Pot estar limitat o sense limitar.[5]
- Coordinació: els individus de diferents parts d'una organització (per exemple, tots elsviceprsidents senior) es poden reunir regularment per debatre qüestions. Hi pot haver grans comitès i petits comitès amb funcions especialitzades.
- Recerca i recomanacions: els comites sovint es formen per fer recerca i recomanacions en plans, projectes i canvis potencials. Normalment després es dissolen
- Gestió de projectes: (Project management) encara que es considera una gestió pobra donar responsabilitats operatives a un comitè, tal cosa no és desconeguda.